# Okeene (Oklahoma)
Okeene es un pueblo ubicado en el condado de Blaine en el estado estadounidense de Oklahoma. En el año 2010 tenía una población de 	1204 habitantes y una densidad poblacional de 204,07 personas por km².

## Geografía
Okeene se encuentra ubicado en las coordenadas 36°6′59″N 98°19′6″O / 36.11639, -98.31833 (36.116516, -98.318424).

## Demografía
Según la Oficina del Censo en 2000 los ingresos medios por hogar en la localidad eran de $31,471 y los ingresos medios por familia eran $37,917. Los hombres tenían unos ingresos medios de $28,500 frente a los $19,297 para las mujeres. La renta per cápita para la localidad era de $18,444. Alrededor del 9.9% de la población estaban por debajo del umbral de pobreza.